# Lardirago
Lardirago est une commune italienne d'environ 1 200 habitants située dans la province de Pavie, en région Lombardie.

## Administration
| Période                                  | Période | Identité | Étiquette | Qualité |
| ---------------------------------------- | ------- | -------- | --------- | ------- |
|                                          |         |          |           |         |
| Les données manquantes sont à compléter. |         |          |           |         |

### Communes limitrophes
Bornasco, Ceranova, Marzano, Roncaro, Sant'Alessio con Vialone.

## Jumelages
- Ribeira Grande (Cap-Vert).